# Автуничи (археологический памятник)
Автуничи — археологический памятник, одно из самых исследованных сельских поселений эпохи Киевской Руси.
Находится на севере Черниговской области, вблизи села Автуничи Городнянского района.
На площади более 2,5 га обнаружены многочисленные жилищно-хозяйственные сооружения, среди которых — мастерская ремесленников, остатки усадебной застройки, смоло- и дёгтекурильные сооружения, около 10 гончарных горнов, деревянный колодец срубной конструкции.
Найден разнообразный культурный материал (тысячи находок), в частности: элементы одежды феодального сословия, оружие, снаряжение для лошади, христианские символы (в том числе кресты-энколпионы), предметы, указывающие на торговые контакты (азиатская глиняная статуэтка, медальон скандинавского происхождения и т. д.).
Уникальной находкой является фрагмент горшка XII века, на котором по сырой глине гончар каллиграфически написал: «Боже, помоги рабу твоему …», что может свидетельствовать о грамотности местного населения. На двух обломках горшка с селища Автуничи найдены кириллические надписи, датируемые методом палеографии концом XII — началом XIII века.
Возле поселения выявлен могильник, состоящий из трёх курганных групп. Захоронения здесь проводились по старым обрядам — под насыпями, с сопровождающим инвентарём.